# 臺中市政府水利局
臺中市政府水利局（簡稱臺中市水利局）是中華民國臺中市政府所屬的一級行政機關，總局位於臺中市豐原區陽明大樓。負責臺中排水與地下污水管系統，並與臺中農田水利會合作處理排洪功能。

## 沿革
- 2011年9月，成立「臺中市政府水利局籌備處」於豐原區陽明大樓。
- 2012年1月1日，成立「臺中市政府水利局」。

## 歷任首長
籌備處處長
| 姓名   | 就職時間  | 卸任時間       |
| ------ | --------- | -------------- |
| 劉振宇 | 2011年9月 | 2011年12月31日 |

局長
| 任別 | 姓名   | 就職時間       | 卸任時間       |
| ---- | ------ | -------------- | -------------- |
| 1    | 劉振宇 | 2012年1月1日   | 2014年12月24日 |
| 2    | 周廷彰 | 2014年12月25日 | 2018年12月25日 |
| 3    | 范世億 | 2018年12月25日 | 現任           |

## 組織

### 行政業務單位
- 局長
  - 副局長（兩名）
    - 主任秘書
    - 總工程司
      - 專門委員
        - 副總工程司（三名）

業務單位
- 綜合企劃科
- 水利工程科
- 水利養護工程科
- 雨水下水道工程科
- 水利規劃防災科
- 水利管理科
- 水土保持工程科
- 水土保持管理科
- 污水工程科
- 污水營運科
- 污水設施科

行政單位
- 秘書室
- 人事室
- 會計室
- 政風室

駐外單位
- 河川駐衛警

所屬組織
- 防汛搶險隊（仿義消制度）

### 水資源回收中心
- 福田水資源回收中心：南區福田二街23號
- 文山水資源回收中心：南屯區永春路42-12號
- 水湳水資源回收中心：西屯區甘肅路二段123號
- 廍子水資源回收中心：北屯區太原路三段1280號
- 梨山水資源回收中心：和平區和平一段2-1號
- 環山水資源回收中心：和平區中興路三段35-2號
- 台中港特定區水資源回收中心：龍井區龍港路901號
- 石岡壩特定區水資源回收中心：石岡區豐勢路1274-1號
- 豐原水資源回收中心：豐原區豐南街326巷
- 新光水資源回收中心：太平區祥順路一段5號

## 外部連結
- 臺中市政府水利局 （页面存档备份，存于）（中文）（英文）
- 水利大臺中的Facebook專頁